# یوزف بولر
یوزف بولر (به آلمانی: Josef Bühler) (زاده ۱۶ فوریه ۱۹۰۴ – مرگ ۲۲ اوت ۱۹۴۸) یک سیاستمدار آلمانی و از سال ۱۹۴۱ تا سال ۱۹۴۵ دبیرکل دولت عمومی بود.

## اوایل زندگی
بولر در باد والدزی در یک خانواده کاتولیک زاده شد. پدرش نانوا بود. پس از اتمام تحصیل زیر نظر هانس فرانک مشغول به کار شد. فرانک در آن زمان از مشاوران هیتلر و حزب نازی بود. وی هم‌چنین از نمایندگان رایشتاگ در جمهوری وایمار و رایش سوم بود.

## فعالیت با نازی‌ها
هانس فرانک در سال ۱۹۳۳ به عنوان وزیر دادگستری ایالت بایرن انتخاب شد. بولر نیز در ۱ آوریل ۱۹۳۳ به حزب نازی پیوست و پس از آن برای مدتی رئیس دادگاه مونیخ بود. پس از حمله آلمان نازی به لهستان و آغاز جنگ جهانی دوم در سپتامبر ۱۹۳۹، فرانک فرماندار دولت عمومی شد و بولر دبیرکل آن و هم‌چنین معاون فرانک در شهر کراکوف. در همان زمان از طرف هاینریش هیملر رئیس اس‌اس درجه اس‌اس-بریگادفورر را دریافت کرد.

## کنفرانس وانزه و راه حل نهایی
بولر در کنفرانس وانزه به عنوان نماینده دولت عمومی حضور یافت. بولر در این کنفرانس که در نهایت منجر به صدور رای راه حل نهایی شد، بیان کرده بود که مسئله یهود در دولت عمومی باید هر چه سریع‌تر حل شود.

## پس از جنگ
پس از جنگ و در جریان دادگاه نورنبرگ، بولر علیه فرانک شهادت داد. سپس به لهستان برده شد و در دادگاهی به جرم جنایت علیه بشریت به اعدام محکوم شد. وی در نهایت وی در ۲۲ اوت ۱۹۴۸ در کراکوف به دار آویخته شد.

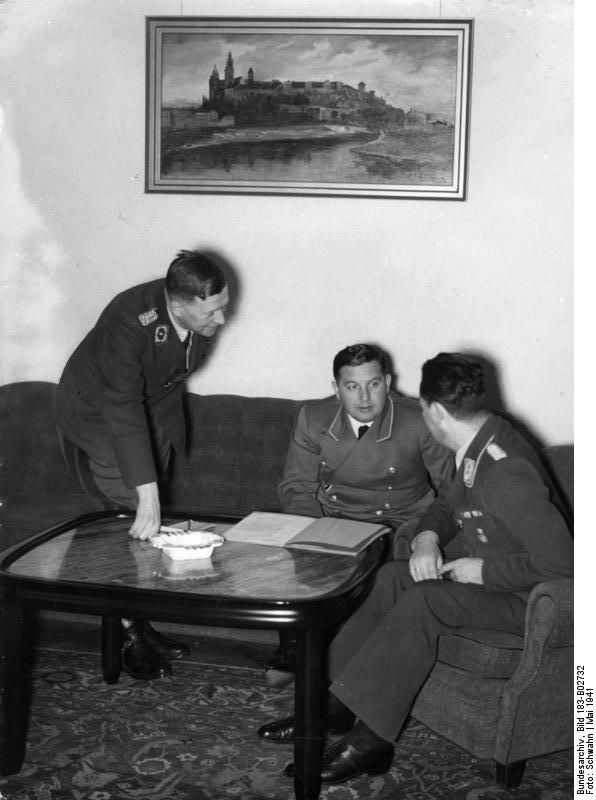
یوزف بولر (نفر وسط) در می ۱۹۴۱